# Ghiacciaio Erskine
Il ghiacciaio Erskine (in inglese Erskine Glacier) è un ghiacciaio lungo circa 16 km situato sulla costa di Loubet, nella parte occidentale della Terra di Graham, in Antartide. Il ghiacciaio, il cui punto più alto si trova 767 m s.l.m., si trova in particolare a nord del ghiacciaio Hopkins e fluisce verso ovest fino ad entrare nella baia di Darbel.

## Storia
Il ghiacciaio Erskine è stato grossolonamente mappato dal British Antarctic Survey, che all'epoca si chiamava ancora Falkland Islands and Dependencies Survey (FIDS), grazie a fotografie aeree scattate durante una spedizione della stessa agenzia nel 1946-47. Inizialmente il ghiacciaio fu chiamato "ghiacciaio Gould occidentale" poiché si pensava che esso, assieme ad un altro ghiacciaio, battezzato "ghiacciaio Gould orientale", riempisse una depressione trasversale alla Terra di Graham; quando poi una ricognizione del 1957 rivelò che tra i due ghiacciai non vi era una continuità topografica, il ghiacciaio Gould orientale fu rinominato semplicemente "ghiacciaio Gould" mentre quello occidentale fu rinominato "ghiacciaio Erskine" in onore di Angus B. Erskine, comandante del primo gruppo di uomini del FIDS che discese il ghiacciaio e che lo mappò in dettaglio.